# Candi Wulan
Candi Wulan is een bestuurslaag in het regentschap Kebumen van de provincie Midden-Java, Indonesië. Candi Wulan telt 1722 inwoners (volkstelling 2010).